# Campionato di Formula Italia
Il Campionato di Formula Italia è stata una serie automobilistica per monoposto organizzata dalla Commissione Sportiva Automobilistica Italiana dal 1972 al 1979.

## Storia
Per favorire i giovani piloti italiani nell'esordio con le monoposto, nel 1971 la Commissione Sportiva Automobilistica Italiana propose un campionato nazionale a basso costo denominato Formula Italia. La serie prevedeva vetture uguali per tutti i piloti, riconoscimenti economici e il sostegno per il passaggio alle categorie superiori. La Formula Italia riscosse subito successo tanto che ci furono difficoltà a produrre tutte le vetture richieste dai clienti. Nel campionato, disputato dal 1972 al 1979, gareggiarono molti piloti poi approdati alla Formula 1 quali Bruno Giacomelli, Michele Alboreto e Riccardo Patrese. Dal 1980 la Formula Italia venne sostituita dalla Formula Fiat Abarth.

## Vetture
La monoposto per la Formula Italia, denominata SE025, venne progettata da Mario Colucci. La Abarth realizzò telaio e carrozzeria su cui montò motore, organi meccanici e ruote prodotti dal Gruppo Fiat per le proprie vetture stradali. Sviluppata da Arturo Merzario, che si dimostrò piuttosto critico, venne portata in gara per la prima volta nel 1972 a Monza.

### Tecnica
La vettura montava il motore della Fiat 125 S (codice 125A.000), bialbero a camme in testa di 1608 cc di cilindrata con scarico libero "quattro in uno". Il propulsore era strettamente di serie ed era alimentato da due carburatori doppio corpo Weber 40, per una potenza di 115 CV a 6.500 giri/min. Non era volutamente previsto il filtro dell'aria.
A tale motore era abbinato il cambio della Lancia Fulvia Coupé 1600 HF, dotato di differenziale autobloccante. Il cambio presenta la disposizione "dog-leg first", ovvero con prima in basso a sinistra, tipica delle auto da competizione e ad alte prestazioni, molto più efficace in gara rispetto alla disposizione tradizionale. 
Le sospensioni erano a bilanciere sia all'avantreno che al retrotreno, con il complesso molla-ammortizzatore interno e barre antirollio. Il montante portamozzo era identico a quello della Autobianchi A111.
L’impianto frenante era costituito dai dischi freno della Fiat 125 con misura 227x10 mm, con pinze a pompante singolo della normale produzione Fiat, doppia pompa freno e ripartitore di frenata sui due assi.
I cerchi ruota, in lega leggerra, erano all'anteriore quelli di misura 5,5x13” della Fiat 124 Sport Coupé; al posteriore venivano montati i cerchi di misura 6,5x14” della Fiat Dino Coupé.
Dato il peso a secco di soli 470 kg, la monoposto, nonostante la potenza modesta, riusciva a raggiungere i 200 km/h.

## Albo d'oro
| Anno | Vincitore              | Secondo           | Terzo              |
| ---- | ---------------------- | ----------------- | ------------------ |
| 1972 | Giorgio Francia        | Giancarlo Martini | Aldo Gunnella      |
| 1973 | Giancarlo Martini      | Duilio Truffo     | Piercarlo Ghinzani |
| 1974 | Gianfranco Brancatelli | Roberto Farneti   | Lamberto Leoni     |
| 1975 | Bruno Giacomelli       | Riccardo Patrese  | Corrado Sottanelli |
| 1976 | Roberto Campominosi    | Siegfried Stohr   | Franco Squarise    |
| 1977 | Siegfried Stohr        | Gianluca Messini  | Franco Squarise    |
| 1978 | Rodolfo Bellini        | Carlo Rossi       | Ferrante Ponti     |
| 1979 | Rodolfo Bellini        | Michele Kropf     | Gabriele Gorini    |